# Equo processo
L'equo processo è uno dei diritti fondamentali dell'uomo, riconosciuto come tale in tutti gli ordinamenti degli Stato di diritto.
È sancito in modo espresso dall'art. 10 della Dichiarazione Universale dei Diritti dell'Uomo nonché dall'art. 6 della Convenzione europea per la salvaguardia dei diritti dell'uomo e delle libertà fondamentali.

## Descrizione
Un processo che leda questa fondamentale prerogativa, in uno Stato di diritto, deve essere ripetuto o il suo verdetto deve essere cassato. Fattori ostativi possono essere considerati:
- la corruzione di un giudice o dei giurati;
- oltraggio o vilipendio alla corte;
- intimidazione di chi renda testimonianza;
- mancanza o lesione del diritto di difesa.

Il diritto ad un equo processo passa attraverso alcuni requisiti:
- un giudice competente e neutrale;
- testimoni liberi da condizionamenti e intimidazioni;
- assistenza legale sufficiente e in ugual misura per tutte le parti in un processo.

## Nel diritto internazionale

### Dichiarazione universale dei diritti umani
L'art. 10 stabilisce che:

### Convenzione europea sui diritti dell'uomo
La tutela del diritto a un equo processo è tutelato sostanzialmente dall'art. 6 della Convenzione europea per la salvaguardia dei diritti dell'uomo e delle libertà fondamentali (CEDU) recante titolo Diritto ad un processo equo che riconosce ad ogni persona il diritto a vedere la sua causa esaminata e decisa entro un lasso di tempo ragionevole, come componente del diritto ad un equo processo.
La tutela è riconosciuta anche da altre disposizioni come l'art. 3 (Indennizzo per detenzione iniqua) e l'art. 4 (Ne bis in idem) come modificati dal Protocollo n. 7 del 22 novembre 1984 (entrato in vigore dal 1º novembre 1988), il quadro è poi completato dall'affermazione del principio di legalità sancito dall'art. 7 (Nessuna pena senza legge) e dall'art. 8 (Diritto al rispetto della vita privata e familiare).
L'art. 41 dispone che la Corte "accorda, quando è il caso, una equa soddisfazione alla parte lesa". Sono stati oggetto di indennizzo i casi di violazione dei principi del contraddittorio, della ragionevole durata del processo, della terzietà e indipendenza del giudice.

## Nelle legislazioni statali

### Italia
Secondo Giuliano Vassalli con la modifica dell'articolo 111 della Costituzione della Repubblica Italiana disposta ai sensi della legge costituzionale 22 novembre 1999, n. 1, il giusto processo è divenuto «principio costituzionale ..., con la conseguenza che un processo di troppo lunga durata è un processo ingiusto e virtualmente incostituzionale». Il ricorso ai sensi della legge Pinto può essere esperito qualora un procedimento giudiziario ecceda i termine di durata ragionevole di un processo secondo la Corte europea dei diritti dell'uomo (CEDU), in base all'art. 13 della Convenzione che prevede il diritto ad un ricorso effettivo contro ogni possibile violazione della Convenzione.
Riguardo al caso Brusco, la CEDU ha statuito che tutti i casi pendenti a Strasburgo dal 2001 (sui quali non sia ancora stato dato un giudizio di ricevibilità da parte della Corte) debbano tornare in Italia per l'appello interno secondo la legge Pinto. La sentenza Brusco è stata criticata per gli alti costi processuali presenti nella procedura interna italiana, ed inesistenti a Strasburgo. Il ricorso per il risarcimento da ingiusto processo può essere richiesto usufruendo l'assistenza del gratuito patrocinio in presenza dei requisiti reddituali di legge.
In base alla legge Pinto, e successive modifiche, qualora il procedimento superi una durata di tempo ragionevole, stimata dal legislatore in 3 anni per il procedimento di primo grado, 2 anni per il secondo ed 1 anno per la cassazione a prescindere dall’esito della lite e/o in caso di conciliazione della lite, si ha diritto ad una somma di denaro per ogni anno di eccessiva durata del processo.

### Stati Uniti d'America
Il diritto ad un equo processo è sancito dal VI emendamento della Costituzione degli Stati Uniti.